# Tapirira bethanniana
Tapirira bethanniana är en sumakväxtart som beskrevs av J.D. Mitchell. Tapirira bethanniana ingår i släktet Tapirira och familjen sumakväxter. Inga underarter finns listade i Catalogue of Life.